# Oud Wassenaar
Oud Wassenaar is een wijk (voormalige buurtschap) in de Nederlandse gemeente Wassenaar. De wijk ligt tussen de Rijksstraatweg en de Groot Haesebroekseweg tussen Wassenaar en Kerkehout.
Oud Wassenaar bestaat vooral uit villa's. Er wonen veel miljonairs. In de wijk ligt veel bos. Westelijk van Oud Wassenaar ligt het duinreservaat Meijendel. In de buurtschap ligt Kasteel Oud-Wassenaar.
Dorp: Wassenaar    Gehucht: Maaldrift     Buurtschappen: Den Deijl · Rijksdorp

Wijken en buurten: De Kieviet · Drie Papegaaien · Kerkehout · Nieuw Wassenaar · Oostdorp · Oud Wassenaar

Zuid-Holland: Steden en dorpen      Nederland: Provincies · Gemeenten